# William Boyett
William Boyett (Akron, 3 gennaio 1927 – Mission Hills, 29 dicembre 2004) è stato un attore statunitense.
Ha recitato in oltre 40 film dal 1951 al 1998 ed è apparso in oltre 150 produzioni televisive dal 1951 al 1994. È stato accreditato anche con il nome Bill Boyett.

## Biografia
William Boyett nacque ad Akron, in Ohio, il 3 gennaio 1927. Trascorse la sua giovinezza a Waco, in Texas.
Recitò nel 1951, non accreditato, nel film Street Bandits nel ruolo di un detective e nel film per la televisione The Bogus Green. Interpretò poi il ruolo del sergente Ken Williams nella serie televisiva La pattuglia della strada dal 1958 al 1959, del sergente MacDonald in 128 episodi della serie Adam-12 dal 1968 al 1975 e vari altri personaggi in numerosi episodi di serie televisive dagli anni 50 agli anni 80.
La sua ultima apparizione in una serie televisiva avvenne nell'episodio Send in the Clowns della serie Murphy Brown, andato in onda il 24 febbraio 1992, che lo vede nel ruolo del senatore Dennehy, mentre per il grande schermo l'ultima interpretazione risale al film Gli strilloni del 1992 in cui interpreta il giudice Movealong Monahan.
Morì a Mission Hills, in California, a causa di un incidente domestico il 29 dicembre 2004 e fu cremato.

## Filmografia

### Cinema
- Street Bandits, regia di R.G. Springsteen (1951)
- Sangue sotto la luna (Without Warning!), regia di Arnold Laven (1952)
- Immersione rapida (Torpedo Alley), regia di Lew Landers (1952)
- By the Light of the Silvery Moon, regia di David Butler (1953)
- Sogno di Bohème (So This Is Love), regia di Gordon Douglas (1953)
- Squadra omicidi (Vice Squad), regia di Arnold Laven (1953)
- Return from the Sea, regia di Lesley Selander (1954)
- Mandato di cattura (Dragnet), regia di Jack Webb (1954)
- Il colpevole è tra noi (Shield for Murder), regia di Howard W. Koch, Edmond O'Brien (1954)
- Dollari che scottano (Private Hell 36), regia di Don Siegel (1954)
- Un pugno di criminali (Big House, U.S.A.), regia di Howard W. Koch (1955)
- La straniera (Strange Lady in Town), regia di Mervyn LeRoy (1955)
- Ladri di automobili (Running Wild), regia di Abner Biberman (1955)
- La città corrotta (Inside Detroit), regia di Fred F. Sears (1956)
- Il pianeta proibito (Forbidden Planet), regia di Fred M. Wilcox (1956)
- Lassù qualcuno mi ama (Somebody Up There Likes Me), regia di Robert Wise (1956)
- Congiura al castello (Francis in the Haunted House), regia di Charles Lamont (1956)
- La grande prigione (Behind the High Wall), regia di Abner Biberman (1956)
- L'alibi era perfetto (Beyond a Reasonable Doubt), regia di Fritz Lang (1956)
- Fighting Trouble, regia di George Blair (1956)
- Emergency Hospital, regia di Lee Sholem (1956)
- Quattro donne aspettano (Until They Sail), regia di Michael Curtiz (1957)
- Young and Dangerous, regia di William F. Claxton (1957)
- Noi giovani (As Young as We Are), regia di Bernard Girard (1958)
- I marines delle isole Salomone (Tarawa Beachhead), regia di Paul Wendkos (1958)
- Cominciò con un bacio (It Started with a Kiss), regia di George Marshall (1959)
- Chi era quella signora? (Who Was That Lady?), regia di George Sidney (1960)
- We Learn About the Telephone, regia di Jean Yarbrough (1965)
- Dawn of Victory (1966) - corto
- Sam Whiskey, regia di Arnold Laven (1969)
- Airport, regia di George Seaton (1970)
- Every Girl Should Have One, regia di Robert Hyatt (1978)
- Quando chiama uno sconosciuto (When a Stranger Calls), regia di Fred Walton (1979)
- Gypsy Angels, regia di Allan Smithee (1980)
- Compleanno in casa Farrow (Bloody Birthday), regia di Ed Hunt (1981)
- Space Raiders, regia di Howard R. Cohen (1983)
- Sam's Son, regia di Michael Landon (1984)
- Paura (Native Son), regia di Jerrold Freedman (1986)
- L'alieno (The Hidden), regia di Jack Sholder (1987)
- Le avventure di Rocketeer (The Rocketeer), regia di Joe Johnstone (1991)
- Gli strilloni (Newsies), regia di Kenny Ortega (1992)
- T-Rex - Il mio amico Dino (Theodore Rex), regia di Jonathan R. Betuel (1995)
- Adventures in Odyssey: A Stranger Among Us, regia di Stephen Stiles (1998)

### Televisione
- The Bogus Green – film TV (1951)
- Rebound – serie TV, un episodio (1952)
- Gang Busters – serie TV, un episodio (1952)
- Missione pericolosa (Dangerous Assignment) – serie TV, un episodio (1952)
- Squadra mobile (Racket Squad) – serie TV, 2 episodi (1952)
- Biff Baker, U.S.A. – serie TV, un episodio (1952)
- Your Jeweler's Showcase – serie TV, un episodio (1952)
- Fireside Theatre – serie TV, un episodio (1953)
- The Life of Riley – serie TV, 2 episodi (1953)
- Space Patrol – serie TV, 3 episodi (1953)
- Cisco Kid (The Cisco Kid) – serie TV, 2 episodi (1953)
- I Led 3 Lives – serie TV, 2 episodi (1954)
- Letter to Loretta – serie TV, 2 episodi (1953-1954)
- Treasury Men in Action – serie TV, un episodio (1954)
- The George Burns and Gracie Allen Show – serie TV, un episodio (1954)
- The Lineup – serie TV, un episodio (1955)
- Crown Theatre with Gloria Swanson – serie TV, 2 episodi (1955)
- Four Star Playhouse – serie TV, 3 episodi (1952-1955)
- The Public Defender – serie TV, un episodio (1955)
- The Man Behind the Badge – serie TV, 2 episodi (1955)
- Cavalcade of America – serie TV, un episodio (1955)
- You Are There – serie TV, un episodio (1955)
- Navy Log – serie TV, episodi 1x04-1x19 (1955-1956)
- General Electric Theater – serie TV, episodio 4x30 (1956)
- The Ford Television Theatre – serie TV, un episodio (1956)
- Official Detective – serie TV, un episodio (1957)
- Avventure in elicottero (Whirlybirds) – serie TV, un episodio (1957)
- Il sergente Preston (Sergeant Preston of the Yukon) – serie TV, 2 episodi (1956-1957)
- Jane Wyman Presents The Fireside Theatre – serie TV, 2 episodi (1956-1957)
- Code 3 – serie TV, un episodio (1957)
- The Web – serie TV, un episodio (1957)
- Sheriff of Cochise – serie TV, un episodio (1957)
- Carovane verso il west (Wagon Train) – serie TV, un episodio (1957)
- Harbor Command – serie TV, episodio 1x04 (1957)
- Alfred Hitchcock presenta (Alfred Hitchcock Presents) – serie TV, un episodio (1957)
- Tales of the Texas Rangers – serie TV, 5 episodi (1955-1957)
- Playhouse 90 – serie TV, un episodio (1957)
- Il tenente Ballinger (M Squad) – serie TV, episodi 1x07-1x14 (1957)
- Boots and Saddles – serie TV, un episodio (1958)
- Maverick – serie TV, un episodio (1958)
- Schlitz Playhouse of Stars – serie TV, 2 episodi (1954-1958)
- Colt .45 – serie TV, un episodio (1958)
- Dragnet – serie TV, 7 episodi (1953-1958)
- Northwest Passage – serie TV, un episodio (1958)
- La pattuglia della strada (Highway Patrol) – serie TV, 64 episodi (1955-1959)
- Have Gun - Will Travel – serie TV, episodio 3x07 (1959)
- Black Saddle – serie TV, un episodio (1959)
- Rescue 8 – serie TV, 3 episodi (1958-1959)
- I racconti del West (Zane Grey Theater) – serie TV, 2 episodi (1957-1959)
- The Millionaire – serie TV, un episodio (1959)
- Bat Masterson – serie TV, 3 episodi (1958-1960)
- Bourbon Street Beat – serie TV, un episodio (1960)
- Mr. Lucky – serie TV, episodio 1x13 (1960)
- I detectives (The Detectives) – serie TV, episodi 1x08-1x21 (1959-1960)
- The Chevy Mystery Show – serie TV, episodio 1x07 (1960)
- Avventure in fondo al mare (Sea Hunt) – serie TV, 10 episodi (1958-1960)
- Assignment: Underwater – serie TV, un episodio (1960)
- Lock Up – serie TV, un episodio (1960)
- Death Valley Days – serie TV, 5 episodi (1954-1961)
- Gunslinger – serie TV, episodio 1x09 (1961)
- Mister Ed, il mulo parlante (Mister Ed) – serie TV, un episodio (1961)
- The Dick Powell Show – serie TV, episodio 1x02 (1961)
- Gli intoccabili (The Untouchables) – serie TV, un episodio (1961)
- The Rifleman – serie TV, un episodio (1962)
- Ripcord – serie TV, episodi 2x05-2x06 (1962-1963)
- Laramie – serie TV, 3 episodi (1961-1963)
- L'ora di Hitchcock (The Alfred Hitchcock Hour) – serie TV, 2 episodi (1963-1964)
- The Crisis (Kraft Suspense Theatre) – serie TV, 2 episodi (1963-1964)
- Viaggio in fondo al mare (Voyage to the Bottom of the Sea) – serie TV, un episodio (1964)
- The Outer Limits – serie TV, un episodio (1965)
- Gunsmoke – serie TV, 3 episodi (1962-1965)
- Perry Mason – serie TV, 8 episodi (1957-1965)
- Le spie (I Spy) – serie TV, episodio 1x15 (1966)
- Mona McCluskey – serie TV, un episodio (1966)
- Batman – serie TV, un episodio (1966)
- Get Smart – serie TV, un episodio (1966)
- Disneyland – serie TV, un episodio (1967)
- Gomer Pyle: USMC – serie TV, un episodio (1967)
- F.B.I. (The F.B.I.) – serie TV, 2 episodi (1966-1967)
- Gli invasori (The Invaders) – serie TV, un episodio (1967)
- Quella strana ragazza (That Girl) – serie TV, un episodio (1967)
- Organizzazione U.N.C.L.E. (The Man from U.N.C.L.E.) – serie TV, 2 episodi (1965-1967)
- I giorni di Bryan (Run for Your Life) – serie TV, 2 episodi (1965-1968)
- Io e i miei tre figli (My Three Sons) – serie TV, 4 episodi (1961-1968)
- Hawaii squadra cinque zero (Hawaii Five-O) – serie TV, un episodio (1968)
- Il virginiano (The Virginian) – serie TV, 3 episodi (1963-1968)
- Ironside – serie TV, un episodio (1970)
- Tre nipoti e un maggiordomo (Family Affair) – serie TV, 6 episodi (1967-1970)
- Dragnet 1967 – serie TV, 9 episodi (1967-1970)
- Vanished – film TV (1971)
- La famiglia Smith (The Smith Family) – serie TV, un episodio (1971)
- Missione impossibile (Mission: Impossible) – serie TV, un episodio (1972)
- Mod Squad, i ragazzi di Greer (The Mod Squad) – serie TV, un episodio (1973)
- Ghost Story – serie TV, un episodio (1973)
- Mannix – serie TV, un episodio (1973)
- L'uomo da sei milioni di dollari (The Six Million Dollar Man) – serie TV, un episodio (1974)
- Marcus Welby (Marcus Welby, M.D.) – serie TV, un episodio (1974)
- Adam-12 – serie TV, 128 episodi (1968-1975)
- Mobile Two – film TV (1975)
- A tutte le auto della polizia (The Rookies) – serie TV, un episodio (1976)
- Gemini Man – serie TV, un episodio (1976)
- La donna bionica (The Bionic Woman) – serie TV, un episodio (1977)
- Rosetti and Ryan – serie TV, un episodio (1977)
- Washington: Behind Closed Doors – miniserie TV, un episodio (1977)
- Lou Grant – serie TV, un episodio (1978)
- Agenzia Rockford (The Rockford Files) – serie TV, 2 episodi (1975-1978)
- Alla conquista del West (How the West Was Won) - serie TV (1978)
- Squadra emergenza (Emergency!) – serie TV, 9 episodi (1976-1978)
- Jana della giungla – serie TV, 13 episodi (1978)
- Ike – miniserie TV (1979)
- Fantasilandia (Fantasy Island) – serie TV, un episodio (1979)
- The Golden Gate Murders – film TV (1979)
- Il giovane Maverick (Young Maverick) – serie TV, un episodio (1979)
- Love Boat (The Love Boat) – serie TV, un episodio (1980)
- Quincy (Quincy M.E.) – serie TV, un episodio (1981)
- California (Knots Landing) – serie TV, 4 episodi (1980-1981)
- Dallas – serie TV, un episodio (1981)
- Il brivido dell'imprevisto (Tales of the Unexpected) – serie TV, un episodio (1981)
- Spider-Man – serie TV (1981)
- L'incredibile Hulk (The Incredible Hulk) – serie TV, un episodio (1981)
- CHiPs – serie TV, 3 episodi (1980-1982)
- Archie Bunker's Place – serie TV, 3 episodi (1982)
- The Christmas Tree Train – film TV (1983)
- Navy (Emerald Point N.A.S.) – serie TV, 3 episodi (1983)
- A-Team (The A-Team) – serie TV, un episodio (1983)
- Supercar (Knight Rider) – serie TV, un episodio (1983)
- Which Witch Is Which – film TV (1984)
- I ragazzi del computer (Whiz Kids) – serie TV, un episodio (1984)
- Casa Keaton (Family Ties) – serie TV, un episodio (1984)
- Top Secret (Scarecrow and Mrs. King) – serie TV, un episodio (1984)
- Getting Physical – film TV (1984)
- T.J. Hooker – serie TV, un episodio (1984)
- The Turkey Caper – film TV (1985)
- Riptide – serie TV, un episodio (1985)
- Hotel – serie TV, un episodio (1985)
- George Burns Comedy Week – serie TV, un episodio (1985)
- Storie incredibili (Amazing Stories) - serie TV, episodio 1x03 (1985)
- Glitter – serie TV, un episodio (1985)
- The Deliberate Stranger – film TV (1986)
- Febbre d'amore (The Young and the Restless) – serie TV, 2 episodi (1986)
- A Chucklewood Easter – film TV (1987)
- Simon & Simon – serie TV, 6 episodi (1982-1988)
- The Adventure Machine – film TV (1990)
- Artigli (Strays) – film TV (1991)
- The Wish That Changed Christmas – film TV (1991)
- General Hospital – serie TV, 1 episodio (1991)
- Murphy Brown – serie TV, un episodio (1992)
- Star Trek: The Next Generation – serie TV, 2 episodi (1988-1992)
- Girls in Prison – film TV (1994)
- Blood Run – film TV (1994)

## Doppiatori italiani
Nelle versioni in italiano delle opere in cui ha recitato, William Boyett è stato doppiato da:
- Glauco Onorato in Cominciò con un bacio
- Sergio Tedesco in Airport
- Michele Gammino in Alla conquista del West
- Franco Odoardi in Quando chiama uno sconosciuto
- Carlo Baccarini in L'alieno
- Renato Mori in Star Trek: The Next Generation (ep. 1x12)
- Sandro Iovino in Star Trek: The Next Generation (ep. 6x01)
- Angelo Nicotra in Gli strilloni